# 南北黨爭
南北黨爭是清朝初年的南方與北方士大夫的朋黨之爭，可以說是明末東林黨爭的餘緒。

## 过程
清初大量引用明朝旧宦，明末党争的弊端在清初政局立即反映。“南北各亲其亲，各友其友”，如順治時期馮詮與陳名夏的北黨與南黨之爭，馮詮原是依附魏忠賢的閹黨，而陳名夏是東林黨之後。陈名夏作为南党的首领，“所推毂南人甚重，取忌于北”。
顺治二年（1645年）七月，浙江道御史吴达上疏弹劾阉党余孽冯铨及其党羽孙之獬等，给事中许作梅、莊宪祖等纷纷上疏支持吴达。多尔衮最初未表态，终于决定支持冯铨一派，公開申斥龚鼎孳，並将李森先革职。孙之獬也被革职，永不叙用。
顺治五年，陈名夏授吏部尚书，又與多尔衮手下谭泰多方結交。顺治八年五月，候外转御史张煊上疏论陈名夏十罪二不法，結果谭泰出面替陈名夏擔保，张煊反被誣殺。三个月后，谭泰因早年依附多尔衮被处死，陈名夏本人“厉声强辩、闪烁其辞，及诘问辞穷，乃哭诉投诚之功”。順治帝並沒有殺害陈名夏，只是革職，後发正黄旗汉军，闲散官随朝。
順治十一年（1654年）陳名夏因反對薙髮令，倡言“留髮复衣冠，天下即太平”为寧完我所劾，第二天三月初二中午，順治帝亲自讯问，侍臣当众宣读寧完我的劾奏，不等侍臣读畢，名夏极力辩白。帝大怒：“即使要辩解，为何不等宣读完毕？”命陳名夏跪着与寧完我对质。三月初三刑科右给事中劉餘謨、御史陈秉彝替名夏緩頰，雙方爭執不下。劉餘謨喋喋不休，帝為之大怒，下令將其革職，審訊繼續進行。陈名夏被转押吏部，至十一日吏部主張論斬。十二日，改绞死。臨死前向门客柳生说：“我色竟不动也。”顺治得知其正法後，“悯恻为之堕泪”。名夏之子陳掖臣被押到燕京，杖四十，流放东北。
康熙時，黨爭與满洲贵族内部矛盾纠缠在一起，康熙時期的朋黨主要有鳌拜黨、明珠黨、索額圖黨、皇子黨等。康熙帝深知黨爭之害，但鑑於滿漢之間的矛盾，卻也不加以整頓，他與滿人權貴談話總稱南方官員為“蠻子”，甚至罵道：“蠻子那有一個好人！”
康熙二十七年初，明珠被劾罷職，徐乾學黨掌權。康熙二十七年（1688年）洪昇撰有傳奇戲曲《長生殿》，傳唱甚盛。當時正逢康熙帝的母親佟佳太后喪期。給事中黃六鴻以“國恤張樂”為大不敬之罪名，上章彈劾洪昇。由於洪昇與南黨徐乾學、高士奇等人物較為接近，北黨欲藉此事濫興大獄。康熙帝知道是黨爭作祟，從輕發落，故示寬柔。